# Thierry IV de Fauquemont
Pour les articles homonymes, voir Thierry IV et Thierry.
Thierry IV de Valkenburg ou Thierry IV de Fauquemont (en néerlandais : Dirk IV van Valkenburg)(Fauquemont ?, vers 1310 - Vottem, 19 juillet 1346) était un noble du XIVe siècle issu de la maison de Valkenburg-Heinsberg. Il était, entre autres, seigneur de Fauquemont et Montjoie (ou Monschau-Bütgenbach en all.). Il fut un chevalier aventureux qui ne craignait pas les conflits armés. Son règne se caractérise par l'augmentation progressive du pouvoir du duché de Brabant dans la Meuse-Rhénanie.

## Biographie succincte
L'année exacte et le lieu de naissance de Thierry de Valkenburg ne sont pas connus. Il est probablement né vers 1310 en tant que second fils de Reinoud van Valkenburg (vers 1283? - 1333) et Maria van Boutershem (vers 1287 - après 1325). Comme il est de coutume pour les plus jeunes fils de familles nobles, il a opté pour une carrière spirituelle. Il devint donc chanoine très jeune au chapitre de la cathédrale d'Aix-la-Chapelle, dans la même ville où son père était bailli à partir de 1305.
Après que son frère aîné et héritier présomptif, Walram II, ait été tué lors de la défense du château de Fauquemont en 1329, Thierry a quitté le clergé pour pouvoir succéder à son père dans la lignée des seigneurs de Fauquemont et Montjoie. Mais ce moment vint assez vite, car Reinoud fut mortellement touché par une flèche en 1333 lors du siège du château de Montjoie par les Brabançons. Ce château était sa seule possession à cette époque. Fauquemont avait été perdu en 1329 et le pays de Fauquemont a été placée par l'autorité du Brabant sous la tutelle d'Arnold Ier de Hulsberg (nl), un membre de la petite noblesse locale. Thierry ne succéda donc initialement à son père qu'avec la seigneurie de Montjoie.
Comme son père, Thierry a rejoint l'alliance contre le duc de Brabant, Jean III, qui a mené une politique fortement expansionniste pendant cette période. Cette alliance anti-Brabant comprenait le prince-évêque Adolphe de La Marck de Liège, le comte Louis IV de Looz, le duc Renaud II de Gueldre, le comte Guillaume V de Juliers et le duc Jean l'Aveugle de Luxembourg. Plus tard, le comte de Hainaut et le comte de Flandre ont également rejoint l'alliance. En avril 1332, des escarmouches commencent à Fexhe-Slins, et ainsi débute la quatrième phase des guerres Liège-Brabant. Après l'occupation de la ville (nl) de Maastricht en mars 1334, ainsi que celles de Sittard et du château de Rode de la seigneurie de Rode-le-Duc, un armistice et des négociations s'ensuivent. Le roi Philippe VI de France fut invité à jouer le rôle de médiateur dans le conflit qui était devenu incontrôlable et il a décidé la même année, que le Brabant devait retourner Valkenburg. Sittard, Heerlen, le château de Bautersheim et quelques autres possessions sont également retournés à Valkenburg, pour lesquels Thierry IV avait été reconfirmé dans tous ses droits,.
La même année, Thierry vendit Susteren et Dieteren à son oncle Jean de Valkenburg, seigneur de Born. Comme ses prédécesseurs de la lignée, il a également reçu la citoyenneté de Cologne. Conseiller du comte Renaud II de Gueldre, il occupe une place de premier plan parmi les nobles du Rhin-Meuse. Son mariage en 1336 avec Machteld van Voorne, fille du seigneur de Voorne et vicomte de Zélande, lui conféra également du prestige dans l'ouest des Pays-Bas. Après la mort de Gérard de Voorne, il lui a été octroyé des possessions de Zélande par le comte Guillaume IV de Hollande, pour lesquelles il s'engageait à assumer l'obligation d'aider le comte, si besoin, d'une force de 150 hommes armés,.
En 1337, Thierry IV s'engagea dans la lutte entre les Français et les Anglais, car au début de la guerre de Cent Ans, le comte de Hollande se rangea d'abord du côté d'Édouard III d'Angleterre, puis apporta son soutien à Philippe VI de France, puis rejoignit à nouveau le roi anglais. En 1337, Thierry envoya 200 hommes d'armes à Édouard III. En février 1338, il défendit le comte de Hollande contre les accusations de complot contre le roi de France. Toujours en 1338, il combattit du côté brabançon contre la populace liégeoise. La même année encore, il y eut une décision dans un conflit concernant la tutelle sur la prévôté de Meerssen (nl), qui fut à nouveau confiée à Thierry.
En 1339, la guerre franco-anglaise se poursuit avec une violence accrue. En échange d'un soutien militaire, Thierry a reçu une note de dette d'une valeur de 30 000 florins du roi anglais, puis il déclara la guerre à la France. En 1340, il défendit avec succès la capitale du Hainaut, Le Quesnoy, contre l'avancée des armées françaises, puis il prit part au siège de Tournai la même année. En 1341, Thierry se plaignit à Édouard III de l'absence du paiement promis, et il reçut un quart du montant convenu.
En 1343, Thierry semble avoir envisagé de participer en tant que croisé à la bataille contre les Maures à Grenade. Mais Renaud de Gueldre est décédé le 12 octobre 1343. Jan van Valkenburg, seigneur de Born et l'oncle de Thierry, a été nommé intendant et a probablement veillé à ce que Thierry IV devienne stathouder de Gueldre jusqu'à ce que les fils de Renaud soient majeurs. Mais comme la relation avec son oncle s'est détériorée, Thierry a quitté ce poste prématurément.
Il fit alors un pèlerinage en Terre Sainte en 1345. De retour au pays, il soutient le nouveau prince-évêque de Liège, Engelbert III de La Marck, dans sa lutte contre les citoyens rebelles de Liège et de Huy. En juillet 1346, environ 400 chevaliers moururent sur le champ de bataille de Vottem, à quelques kilomètres au nord de Liège. Thierry IV de Valkenburg n'était que l'un des 40 chevaliers nobles qui ont perdu la vie dans la bataille,.
Le chroniqueur liégeois du XIVe siècle, Jacques de Hemricourt a écrit à propos de Thierry IV qu'il ressemblait beaucoup à son père et qu'il était très aimé, mais aussi très redouté.

## Sources
- Habets, M., Dirk IV van Valkenburg-Montjoie, in: Heuvelland-Aktueel, 30-01-2008 (PDF sur le site web vestingstadvalkenburg.nl).
- Silvertant, J., Valkenborgh - Geschiedenis en archeologie van de middeleeuwse vesting. Gulpen, 2014.
- Schurgers, H., J. Notten, L. Pluymaekers, Geschiedenis van Valkenburg-Houthem. Valkenburg, 1979.